# Ріхард Пікс
Рігардс Пікс (латис. Rihards Pīks), (1941) — латвійський державний і громадський діяч. Кінооператор, кінорежисер.

## Біографія
Народився 31 грудня 1941 року в Ризі. У 1971 закінчив заочно Всесоюзний державний інститут кінематографії (ВДІК), операторський факультет (майстерня А.Симонова). Вищі курси сценарістів та режисерів (Майстерня Олександра Мітти) (1979).
З 1959 по 1987 — працював підсобним робочім на кіностудії, асистентом оператора, оператором документальних і ігрових фільмів.
З 1987 по 1990 — директор Ризької кіностудії.
З 1990 по 1993 — директор Національного кіноцентру.
З 1993 по 1995 — очолив SIA «Baltic Cinema» .
З 1995 по 1996 — заступник голови Латвійського національного телебачення і радіо.
З 1996 по 1997 — Міністр культури Латвії.
З 1998 по 2004 — депутат Сейму від Народної партії Латвії.
З 1999 по 2002 — заступник голови Латвійського Сейму.
У 2004 — голова комісії закордонних справ Сейму Латвії.
У 2004 — міністр закордонних справ Латвії.
З 2004 — депутат Європарламенту.
З 1999 — засновник та керівник «Центру політичної просвіти».

## Фільмографія
- Двоє (1965) / Divi — оператор
- Білі дюни (1969) / Baltās kāpas — оператор
- Стріляй замість мене (1970) / Šauj manā vietā — оператор
- Петерс (1972) / Peterss — оператор
- Перше літо (1974)/ оператор
- Ключі від раю (1975)/ Paradīzes atslēgas — оператор
- Бути зайвим (1976)/ Liekam būt — оператор
- Удар (1979)/ Sitiens — режисер
- Якби не було цієї дівчини… (1981) / Ja nebūtu šī skuķa… — режисер
- Постріл у лісі (1983)/ Šāviens mežā — режисер
- Мій друг Сократик ‎ (1984)/ Mans draugs Sokrātiņš — оператор
- Двійник (1986)/ Dubultnieks — режисер